# Obština Brusarci
Obština Brusarci (bulharsky Община Брусарци) je bulharská jednotka územní samosprávy v Montanské oblasti. Leží na severozápadě Bulharska. Sídlem obštiny je město Brusarci, kromě něj zahrnuje obština 9 vesnic. Žijí zde přibližně 4 tisíce obyvatel.

## Sídla
- Brusarci[p 1][p 2] (sídlo správy)
- Bukovec
- Dăbova Machala
- Dondukovo[p 1]
- Kiselevo
- Kňaževa Machala
- Kriva Bara[p 1]
- Odorovci
- Smirnenski[p 1]
- Vasilovci[p 1]

## Sousední obštiny
| Růžice kompasu |         | Lom              |          | Růžice kompasu |
| Růžice kompasu | Ružinci | Sever            | Medkovec | Růžice kompasu |
| Růžice kompasu | Ružinci | Obština Brusarci | Medkovec | Růžice kompasu |
| Růžice kompasu | Ružinci | Jih              | Medkovec | Růžice kompasu |
| Růžice kompasu | Montana |                  |          | Růžice kompasu |

## Obyvatelstvo
K 15. prosinci 2024 v obštině žilo 4 374 obyvatel a bylo zde trvale hlášeno 4 055 obyvatel. Podle sčítání 7. září 2021 bylo národnostní složení následující:
- Bulhaři: 3 437 (87.8 %)
- Romové: 454 (11.6 %)
- Turci: 6 (0.2 %)
- ostatní[p 4]: 19 (0.5 %)

V období 2011 až 2021 v obštině ubylo 932 obyvatel.